# Batman: Gotham Knight
Batman: Gotham Knight (バットマン: ゴッサム ナイト Battoman: Gossamu Naito?, conocida como Batman: Guardián de Gotham en España y como Batman: El caballero de Ciudad Gótica en Latinoamérica) es una película japonesa-estadounidense de animación-antológica para DVD, compuesta por seis cortometrajes sobre historias del personaje de cómics Batman.
En In Darkness Dwells El guion fue escrito por David Goyer con historia por Jordania Goldberg, y dirigido por Yasuhiro Aoki con Christopher Drake quien también musicalizó el film .El actor Will Friedle, quien interpretó anteriormente a Terry McGinnis / Batman en Batman Beyond, regresa en este film junto a Kevin Conroy. La película fue producida por Madhouse,
Los relatos que suceden en los cortos se ubican en la línea temporal ficticia que va desde el final de Batman Begins hasta el comienzo de The Dark Knight. Las diferentes narraciones muestran la lucha de Batman contra la mafia de Gotham City y otros villanos, antes de su encuentro con el Joker. Aunque todos los cortometrajes están basados en un estilo muy semejante al anime, cada uno tiene su propio enfoque artístico y de escritura; al igual que las obras del Universo DC (aunque algunas de estas están conectadas entre sí).

## Argumento

### Have I Got a Story for You
Un niño de la calle se reúne con sus tres amigos en un parque de patinaje. Los tres afirman haber visto a Batman ese mismo día. La batalla de Batman con el Hombre de Negro, un criminal con alta tecnología, se cuenta en orden cronológico inverso, con tres interpretaciones muy diferentes en la forma de Batman y sus habilidades: uno lo describe como una sombra viviente que se puede derretir y reaparecer a voluntad (similar a un vampiro), otro lo describe como una bestia murciélago (similar a Man-Bat), y el último lo describe como un robot de combate que puede saltar edificios altos de un solo salto. Al final, Batman persigue al Hombre de Negro justo al parque de patinaje, y lo capture con la ayuda del niño que no lo había visto. El chico es capaz de ver lo que realmente es Batman después de verlo sufrir lesiones de la batalla: un guerrero muy humano en un traje. Se procedió a contar su experiencia a sus amigos después de que Batman ha desaparecido.

### Crossfire
Crispus Allen y Anna Ramírez son compañeros y miembros de la Unidad de Crímenes Mayores, escogidos por James Gordon. Los dos están asignados a trasladar al Hombre de Negro, Jacob Feely, un preso que escapó del Asilo Arkham con experiencia en electrónica avanzada y explosivos (capturado en el corto anterior), al Estrecho para ser encarcelado. En su camino, ambos discuten sobre si se puede confiar en Batman: Allen sostiene que solo están haciendo recados para un vigilante, mientras que Ramírez responde que la presencia de Batman ha cambiado a Gotham para mejor. A medida que están regresando, Allen declara su intención de abandonar el MCU, y Ramírez se detiene en un terreno baldío para hacer frente a Allen. Sin embargo, los dos quedan atrapados en un enfrentamiento entre bandas, la banda de "El Ruso" y la banda de Sal Maroni. Los hombres de Maroni son acribillados, y Maroni se refugia detrás de Allen y el coche patrulla de Ramírez, que los rusos posteriormente destruyen con un lanzacohetes. Ramírez y Maroni buscan claridad en el enfrentamiento, mientras que Allen es rescatado por Batman, quien procede a detener a la banda de El Ruso y sus hombres. Maroni, asustado por la presencia de Batman, amenaza con matar a Ramírez, pero Batman lo evita. Batman reconoce a Allen y Ramírez como oficiales de Gordon, haciendo notar que Gordon es un buen juez del carácter, desapareciendo en el proceso.

### Field Test
Hay un accidente con un nuevo satélite del sistema giroscópico WayneCom para la orientación electromagnética. Lucius Fox da una idea de crear un dispositivo con giroscopios del satélite con un sensor de movimiento por adelantado que va a desviar electromagnéticamente el fuego de armas pequeñas. Bruce Wayne tiene el dispositivo y asiste a un torneo de golf que se celebra por el desarrollador Ronald Marshall, con quien discute la misteriosa muerte de una mujer, Teresa Williams, quien se había opuesto a algunos de los planes de Marshall. Durante el torneo, Wayne secretamente toma el dispositivo PDA de Marshall. Más tarde esa noche, como Batman, se secuestra un barco propiedad de Sal Maroni y lo conduce junto a un barco propiedad del líder de la banda rival, el ruso, y procede a atacar a las dos pandillas a la vez, con la ayuda de su nuevo dispositivo. Se trata de obligar a una tregua entre los dos líderes de la banda hasta que pueden obtener pruebas en su contra, pero se interrumpe cuando uno de los hombres dispara a Maroni. La bala se desvía y, en cambio, golpea uno de los hombres del ruso. Dolorido, Batman lo lleva herido al hospital. Más tarde, le devuelve el dispositivo a Fox, afirmando que "... Funciona muy bien, estoy dispuesto a poner mi vida al límite para hacer lo que tengo que hacer. Pero tiene que ser la mia, de nadie más."

### In Darkness Dwells
La policía responde a un motín en una catedral donde el cardenal O'Fallon estaba dando un sermón. Según el testimonio de testigos presenciales, el cardenal fue secuestrado por un lagarto monstruoso y llevado a las criptas debajo de la catedral. El teniente Gordon, Crispus Allen, y Anna Ramírez investigan, Gordon tiene una breve conversación con Batman, que está de acuerdo con la teoría de Gordon que la toxina del miedo del Espantapájaros está detrás de los disturbios como el criminal ya lo estuvo en el motín en Los Estrechos (durante el evento de Batman Begins). Batman le da a Gordon un auricular que les permitirá mantenerse en contacto y desciende por debajo del suelo, tratando de encontrar al cardenal O'Fallon y su secuestrador. Un hombre sin hogar que viven en una estación de metro abandonada identifica al secuestrador como Killer Croc. Batman y Gordon brevemente discuten el pasado del individuo, pero se cortan cuando Killer Croc se muestra, bajo la influencia de la toxina del miedo, y ataca a Batman. Batman lo vence, pero no antes de sufrir una mordedura, que le transfiere algunas de las toxinas. A continuación el cardenal O'Fallon va a ser llevado a juicio y condenado a muerte por El Espantapájaros, que no está contento con los esfuerzos de O'Fallon para ayudar a las personas sin hogar. Batman salta para defender al cardenal. Debido al metano ya presente en la habitación, unas chispas causan una explosión que destruye varios contenedores de agua, inundando la zona y permitiendo a Batman escapar con el cardenal. Gordon aparece en un helicóptero para recuperar al cardenal y le ofrece ayuda a Batman también, pero este se niega diciendo: "Tal vez la próxima vez."

### Working Through Pain
Se cauteriza la herida y los intentos de salir del metro, reflexionando sobre sus experiencias con el manejo del dolor como lo hace. En primer lugar, recuerda el voluntariado con un esfuerzo de ayuda y asistencia a un médico en realizar una cirugía sin anestesia. A continuación, reflexiona sobre las lecciones que aprendió de una mujer llamada Cassandra, que fue expulsada de su comunidad, por disfrazarse a sí misma como un niño en un intento de convertirse en Fakir. Durante varios meses, ella le enseña a minimizar su dolor hasta el punto en que pueda dominarle, durmiendo en una cama de agujas o de pie sobre brasas sin reaccionar. Una noche, varios jóvenes parecen acosar a Cassandra, que recibe sus golpes sin que parezca que los siente. Bruce llega en defensa de ella y no solo demuestra su capacidad para resistir sus ataques, sino que derrota a todos con sus habilidades de artes marciales. Casandra le dice que se vaya, ya que él ha aprendido lo que vino a aprender.
Ella comenta acerca de cómo el dolor de Bruce estaba más allá de ella, o posiblemente incluso de él, de manejarse, pero esta forma también lo conducía por un camino que él deseaba. De vuelta en el presente, Batman termina en un arroyo, donde descubre un alijo de armas de fuego enterrado en la basura. Alfred llega a ayudarlo y le dice a Batman si le da la mano para poder sacarlo de la cuneta, pero Batman, con los brazos llenos de armas, responde que no puede.

### Deadshot
Bruce Wayne tiene un recuerdo del asesinato de sus padres. En su ático, analiza las armas de fuego que tomó de la alcantarilla del túnel subterráneo (durante "Trabajo a través del dolor") que pretende entregar a la policía. Wayne le admite a Alfred que a pesar de que prometió no volver a utilizarlas por la memoria de sus padres, entiende la tentación de usar una. Mientras tanto, en otra ciudad, un asesino conocido como Deadshot lleva a cabo un asesinato contra un alcalde local con un disparo espectacularmente difícil desde una rueda de Ferry, literalmente a millas de distancia del hombre, y vuelve a su base tropical. Allí, uno de sus socios lo contrata para llevar a cabo un golpe en Gotham. Se revela que el ruso ha llamado a un golpe contra el teniente Gordon y Batman es llamado para protegerlo. Batman le da dispositivos portátiles PDA a Crispus Allen y Ronald Marshall (al que le robó esto mismo); este contiene un enlace a correos electrónicos cifrados demostrando que Ronald Marshall contrató a Deadshot en el pasado. A continuación sigue la caravana de Gordon, con Alfred proporcionando imágenes de satélite usando los nuevos WayneCom. Deadshot intenta el asesinato de Gordon en un tren en movimiento, pero Batman desvía la bala. Deadshot entonces alegremente revela que Batman era su verdadero objetivo durante todo el tiempo, y que la amenaza contra Gordon no era más que un ardid para sacarlo. Se abre el fuego mientras el tren entra en un túnel, y como Batman intenta atrapar a Deadshot, que está herido, se cae del tren. Deadshot avanza donde él vio caer a Batman, pero es emboscado por detrás y desarmado. Él y Ronald Marshall son arrestados. Wayne le confía a Alfred lo similar de la lucha en el túnel a la noche en que sus padres fueron asesinados, y comenta que "He estado tratando de detener esas dos balas toda mi vida." Expresa su desaliento, y Alfred está de acuerdo, pero añade que él piensa que Bruce tiene un propósito más grande. Bruce luego mira al cielo y ve la Bat-señal.

## Producción
Los cortometrajes fueron escritos por Josh Olson, David S. Goyer, Brian Azzarello, Greg Rucka, Jordan Goldberg y Alan Burnett. Los seis cortometrajes fueron protagonizados por la voz de Kevin Conroy, retomando el papel de Batman que había realizado en Batman: La serie animada.
Estos OVAS son similares en su formato a The Animatrix, ya que ambas son colecciones de películas de animación cortas en relación con sus respectivas series. Esta película es la tercera en la línea de películas animadas originales del Universo DC publicado por Warner Premiere y Warner Bros. Animation.

### Reparto
| Voz            | Personaje         |
| -------------- | ----------------- |
| Kevin Conroy   | Batman            |
| Corey Burton   | El Espantapájaros |
| Gary Dourdan   | Crispus Allen     |
| Will Friedle   | Cultist           |
| Brian George   | O'Fallon          |
| Jim Meskimen   | James Gordon      |
| George Newbern | Man               |
| Ana Ortiz      | Anna Ramirez      |
| Rob Paulsen    | Mole Man          |

## Clasificación
Esta película fue categorizada como no apta para menores de trece años (PG-13) por incluir violencia estilizada, e incluir algunas imágenes sangrientas, pero no es la primera película animada de Batman con esta clasificación (la versión sin editar de Batman Beyond: Return of the Joker se encuentra en esta clasificación). Si bien Superman: Doomsday y la Liga de la Justicia: La nueva frontera salieron al aire en el Reino Unido con una calificación de 12 años, Batman: Gotham Knight está siendo acompañada de una clasificación de apto para mayores de 15 años por sus "imágenes de lesiones y violencia sangrienta". La película fue presentada en Cartoon Network el 4 de octubre de 2008 a las 9:00 p. m. con una clasificación TV-14-V y una advertencia a los padres después de cada corte comercial, con el corte de algunas de las escenas violentas más gráficas.